# Kerkhof van Sains-lès-Marquion
Het Kerkhof van Sains-lès-Marquion is een gemeentelijke begraafplaats in de Franse gemeente Sains-lès-Marquion in het departement Pas-de-Calais. Ze ligt in het centrum van de gemeente rond de Église Sainte Saturnine. Aan de zuidkant van de kerk, net buiten het kerkhof, staat een monument voor de gesneuvelde gemeentenaren uit de Eerste Wereldoorlog, de Tweede Wereldoorlog en de Algerijnse Oorlog.

## Brits oorlogsgraf
Op het kerkhof ligt het graf van de Britse piloot Iain Colin Moorwood. Hij kwam om toen hij met zijn Hawker Hurricane op 19 mei 1940 neerstortte. Zijn graf wordt door de gemeente onderhouden en staat bij de Commonwealth War Graves Commission geregistreerd onder Sains-les-Marquion Churchyard.

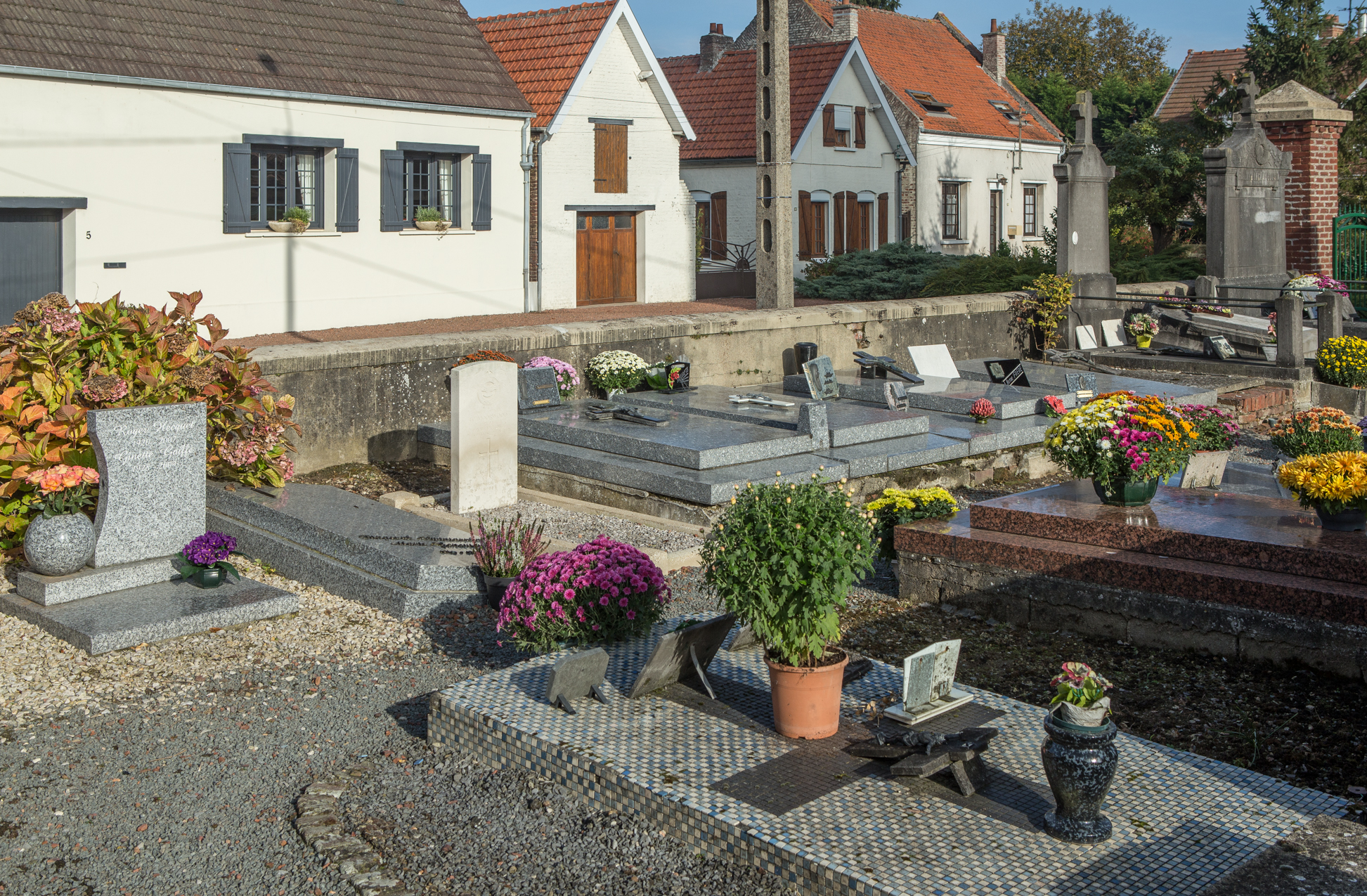
Brits graf